# Challenge Henry Groutards 1966
La temporada de 1966 de la Challenge Henry Groutards, anomenada també Màster Internacional de trial, fou la 3a edició d'aquest campionat, organitzat per la FIM. El calendari oficial constava de 3 proves puntuables, celebrades entre el 3 d'octubre de 1965 i el 23 de gener de 1966. Gustav Franke va guanyar amb la Zündapp la segona de les dues Challenges consecutives que va guanyar al llarg de la seva carrera, aquesta vegada competint contra els millors pilots britànics, que començaven a prendre's seriosament aquest torneig promocional (val a dir que cap d'ells, però, va participar a la primera prova del torneig, disputada a Alemanya).
Aquella temporada fou la del debut en competició internacional de la marca catalana Bultaco, la qual havia desenvolupat un revolucionari model equipat amb motor de dos temps de 250 cc, la Sherpa T, amb la col·laboració de Sammy Miller. El campió nord-irlandès havia estrenat oficialment la Sherpa en competició als Sis Dies d'Escòcia de Trial de 1965, aconseguint-hi la victòria. A la Challenge Henry Groutards, a banda de Miller i altres britànics, nombrosos participants hi pilotaren la Sherpa; entre aquests, destaca la presència dels campions belgues de motocròs Marcel Wiertz, vint-i-sisè classificat, i un jove Gaston Rahier, trenta-novè, a més del català Oriol Puig Bultó, quaranta-vuitè amb un sol punt aconseguit a Saint-Cucufa (França).

## Sistema de puntuació
| Posició | 1  | 2  | 3  | 4  | 5  | 6  | 7  | 8  | 9  | 10 | 11 | 12 | 13 | 14 | 15 | 16 | 17 | 18 | 19 | 20 |
| Punts   | 25 | 22 | 20 | 18 | 16 | 15 | 14 | 13 | 12 | 11 | 10 | 9  | 8  | 7  | 6  | 5  | 4  | 3  | 2  | 1  |

## Calendari
| Ronda | Data           | Any  | Prova    | Lloc                 | Guanyador     |
| ----- | -------------- | ---- | -------- | -------------------- | ------------- |
| 1     | 3 d'octubre    | 1965 | Alemanya | Sennestadt           | Gustav Franke |
| 2     | 14 de novembre | 1965 | França   | Bois de Saint-Cucufa | Sammy Miller  |
| 3     | 23 de gener    | 1966 | Bèlgica  | Dison                | Don Smith     |

1. ↑  A Rueil-Malmaison, prop de París.

## Classificació final
| Posició | Pilot            | Motocicleta | Punts |
| ------- | ---------------- | ----------- | ----- |
| 1       | Gustav Franke    | Zündapp     | 55    |
| 2       | Don Smith        | Greeves     | 47    |
| 3       | Sammy Miller     | Bultaco     | 45    |
| 4       | Bob De Graaf     | Bultaco     | 27    |
| 5       | Jim Sandiford    | Greeves     | 27    |
| 6       | Victor Gigot     | Greeves     | 25    |
| 7       | Hanz Cramer      | Maico       | 22    |
| 8       | Gordon Blakeway  | Bultaco     | 20    |
| 9       | Fritz Kopetski   | Zündapp     | 20    |
| 10      | Andreas Brandl   | Zündapp     | 19    |
|         |                  |             |       |
| 48      | Oriol Puig Bultó | Bultaco     | 1     |